# Пекінський договір (1925)
Пекінський договір — радянсько-японська конвенція про основні принципи взаємовідносин, підписана 26 лютого 1925.
У 1922 Червоній Армії вдалося звільнити окуповані японцями території Далекого Сходу, а в травні 1925 року за допомогою мирних переговорів повернуто Північний Сахалін. У зв'язку з цим японська сторона позитивно відгукнулася на чергову пропозицію Москви про нормалізацію міждержавних відносин, і 14 травня 1925 р. офіційні радянсько-японські переговори почалися в Пекіні. Підсумком цих тривалих непростих переговорів стало підписання 20 січня 1925 радянсько-японської конвенції про основні принципи взаємин, 2-ох протоколів, що додавалися до неї, «А» і «Б», декларації Радянського уряду і 2 ноти, якими сторони обмінялися між собою.
Радянсько-японська конвенція встановлювала двосторонні дипломатичні і консульські відносини. Відповідно до конвенції, Японська імперія зобов'язалася до 15 травня 1925 вивести свої війська з території Північного Сахаліну, що негайно після цього на підставі протоколу «А» переходив під суверенітет СРСР. Цим протоколом сторони також підтвердили, що жодна з них не має таємного договору чи угоди з якою-небудь третьою стороною, яка б загрожувала суверенітету і безпеці іншої сторони. У декларації радянського уряду, доданої до конвенції, підкреслювалося, що уряд СРСР не розділяє з колишнім царським урядом політичну відповідальність за укладення Портсмутського мирного договору 1905 р.
Конвенція підтвердила дію Портсмутського мирного договору, зокрема статей, що залишали за Японською імперією Південний Сахалін, остаточно припинила інтервенцію й окупацію Північного Сахаліну. Конвенція 1925 року врегулювала відносини між СРСР і Японською імперією на наступні 20 років; у конвенції нічого не говорилося про Курильські острови, тобто ніяких юридичних претензій СРСР до Японії з цього приводу не мав, тому що вона вже 70 років офіційно володіла Південними Курильськими островами, і 50 років — Північними.
Тим часом у конвенції була закріплена угода сторін, що всі укладені Росією і Японською імперією до 7 листопада 1917 договори, угоди і конвенції, крім Портсмутського мирного договору, повинні бути переглянуті.
Сторони домовилися приступити до перегляду підписаної в 1907 р. російсько-японської риболовної конвенції. Уряд СРСР дав згоду на надання японським підданим, компаніям і асоціаціям концесій на експлуатацію сировинних природних багатств на всій території СРСР. Деталізація умов контрактів на концесії була дана в протоколі, що додавався до радянсько-японської конвенції, «Б».
У цілому, Пекінський договір містив ряд значних поступок на користь Японії, на які радянська сторона пішла заради встановлення дипломатичних відносин і стабілізації в такий спосіб ситуації на російському Далекому Сході, оскільки визнання Японією Радянської Росії не в останню чергу вело до припинення надання японською стороною до цього моменту активної підтримки антирадянських білогвардійських сил на Далекому Сході за межами СРСР.
На підставі радянсько-японської конвенції 22 липня 1925 р. були підписані контракти про надання Японській імперії вугільної, а 14 грудня того ж року — нафтової концесії, які дозволяли японській стороні займатися рибним промислом і видобутком нафти на Північному Сахаліні.
За риболовною конвенцією (23 січня 1928 р.) японським підданим надавалося право ловити й обробляти усі види риб і продуктів моря, крім котиків і морських бобрів, уздовж радянського узбережжя Японського, Охотського і Берингового морів. Японці могли отримувати в оренду рибальські ділянки, розташовані в морі і на березі. Конвенція багато разів пролонгувалась; у зв'язку із систематичними порушеннями її умов японськими орендарями був внесений ряд обмежень.